# William Chambers (éditeur)
Pour les articles homonymes, voir William Chambers et Chambers.
William Chambers (né le 16 avril 1800 à Peebles (Écosse) et décédé le 20 mai 1883) est un éditeur et homme politique écossais.

## Biographie
Frère aîné de Robert Chambers, il fonde avec ce dernier divers magazines culturels et éducatifs : l'éphémère Kaleidoscope et surtout le célèbre Chambers's Edinburgh Journal créé en février 1832 et vendu à 30 000 exemplaires en moyenne. Ensemble, ils créèrent la maison d'édition W. & R. Chambers.
Il est Lord-provost d'Édimbourg de 1865 à 1869.
Il crée deux musées dans sa ville natale. Une statue a été érigée en son honneur devant le Musée royal d'Écosse installé sur la rue qui porte son nom, Chambers Street.